# Micaiah John Muller Hill

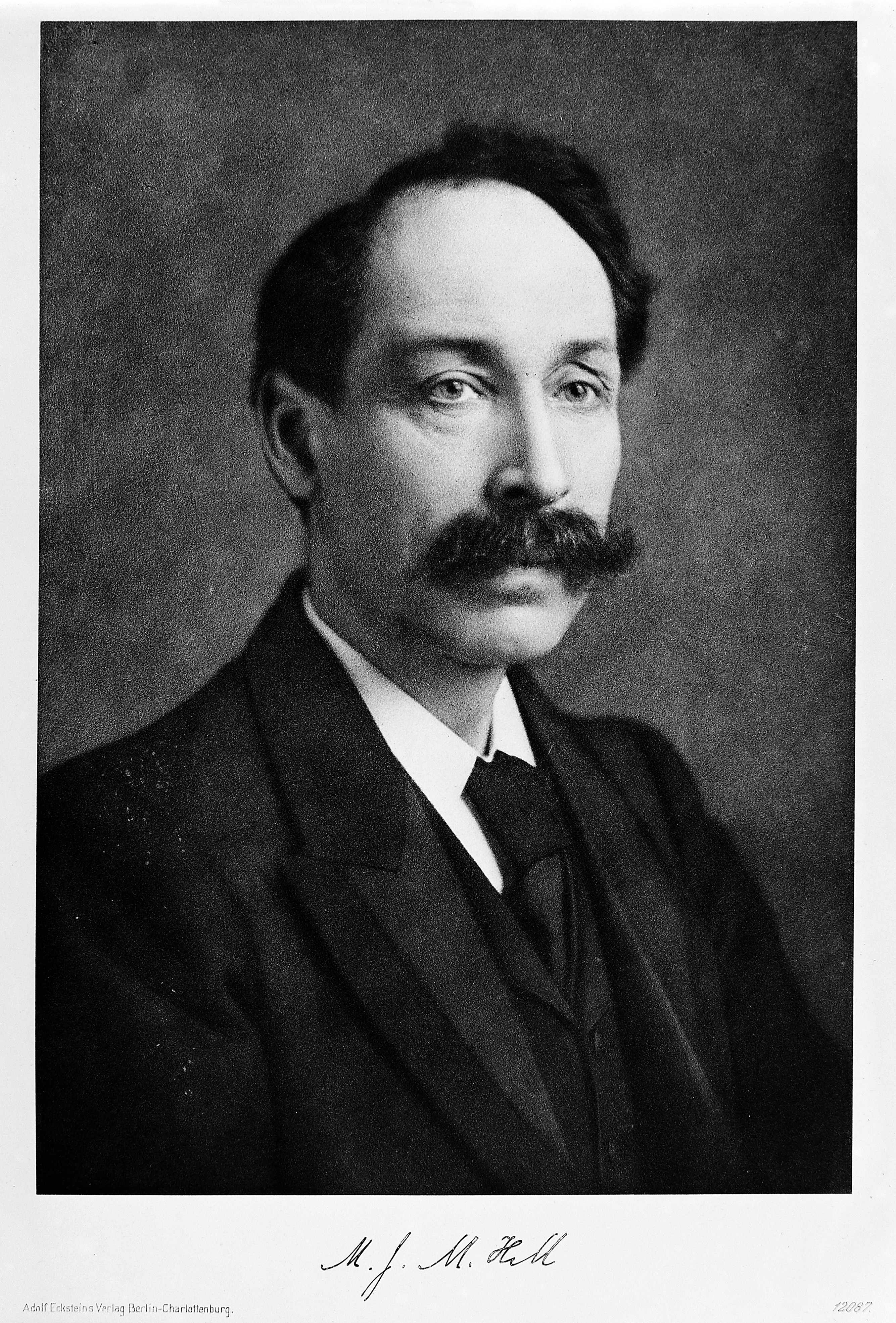
M. J. M. Hill (1906)

Micaiah John Muller Hill (* 22. Februar 1856 in Berhampur, Bengalen, Indien; † 11. Januar 1929 in London) war ein britischer Mathematiker.

## Leben
Hill wurde als Sohn eines Missionars in Indien geboren (wo er nur knapp dem Aufstand in Bengalen entkam). Sein dritter Vorname Muller stammt vom Mädchennamen seiner Mutter (Leonora Müller). Er studierte an der Universität Cambridge (Peterhouse College) und war 1879 vierter in den Tripos-Prüfungen. Er war ab 1880 Professor für Mathematik am Mason College (der späteren Birmingham University) in Birmingham und ab 1884 Professor für Reine Mathematik am University College London. Von 1907 bis 1923 war er Astor Professor für Mathematik an der Universität London. Von 1909 bis 1911 war er Vizekanzler der Universität London.
Er forschte über Hydrodynamik, hypergeometrischen Reihen und Differentialgleichungen und befasste sich mit euklidischer Geometrie. Eine sphärische Wirbellösung (1894) und eine Form von raumfüllenden Tetraedern (1896) sind nach ihm benannt.
Er war ab 1894 Fellow der Royal Society. 1926/27 war er Präsident der Mathematical Association.
Hill war einer der Mathematiker, den C. L. T. Griffith 1912 bezüglich der Arbeiten von  S. Ramanujan aus Indien anschrieb. Griffith war ein Schüler von Hill in London gewesen. Hill wies auf Fallstricke in der Behandlung divergenter Reihen hin, die Ramanujans mangelnde mathematische Kenntnisse offenbaren würden, gab aber wohlwollende Ratschläge.

## Schriften
- The theory of proportion, London: Constable 1914, Archive
- On functions of more than two variables analogous to Tesseral harmonics, Cambridge, ca. 1884